# Wake Me Up (Avicii-dal)
A Wake Me Up Avicii svéd DJ és zenei producer dala, mely 2013. június 17-én jelent meg a True című debütáló stúdióalbumának első kislemezeként a PRMD Music és az Island Records kiadók gondozásában. A dalt Avicii Mike Einzigerrel és Aloe Blacc amerikai énekessel közösen szerezte. Aloe Blacc vokálozott is, míg az Incubus együttesből ismert Mike Einziger akusztikus gitáron játszott a dalban. Avicii a Wake Me Upot először a Miamiban rendezett Ultra Music Festivalon mutatta be. A dalt pozitívan fogadták a zenei kritikusok és kereskedelmileg is óriási sikert aratott. A 2010-es évtized legsikeresebb dance számának nevezték, és felkerült a Billboard évtized végi összesített listájára anélkül, hogy a heti listán valaha az első három közé került volna.
A Wake Me Up szinte minden európai országban első helyet ért el, de világszerte is mindenhol a listák élmezőnyében szerepelt. Avicii koncertjein a nyitányban és a zárásban is lejátszotta a dalt, köztük az EDC Las Vegason, az EDC Londonban, a Tomorrowlanden, a Creamfieldsen, az Electric Zoo-n és az iTunes Festivalon is. A dal sikerének határása Aloe Blacc akusztikus változatban is kiadta a dalt, mely felkerült Wake Me Up címmel kiadott középlemezére is.

## Háttér
Avicii a a Wake Me Upra  egy „szórakoztató kísérletként” hivatkozott az MTV UK-nek adott interjújában, később pedig a Daily Starral készült beszélgetésében bővebben is beszélt a dal keletkezésének hátteréről: „Mac Davis éneklésével volt már egy demóváltozatom, ő a pasi, aki több olyan dalt is írt, amit aztán Elvis Presley dolgozott fel, de szerettem volna egy másik énekessel is együtt dolgozni. Ekkortájt vált biztossá, hogy Aloe Blacc-kel egy másik számot fogok csinálni, így el is kezdtem rajta a munkálatokat. Amikor az Incubus együttesből ismert Mike Einzigerrel dolgoztam, megalkottuk a Wake Me Up akkordmenetét és dallamát, de dalszövegünk még nem igazán volt. Egyikünk sem énekel, és nagyon be akartuk fejezni a demót, és az egyetlen énekes ismerősöm, akiről tudtam, hogy LA-ben lakik, az Aloe volt, így felhívtam és épp rá is ért. Nagyon könnyen megy neki a dalszövegírás, így néhány óra alatt el is készült a szöveggel, és befejeztük a számot.”
Aloe Blacc, akinek a neve  nem szerepel a dal előadójaként Avicii mellett, a The Huffington Postnak mesélt a dal elkészítéséről: „2013 elején kezdtem dalszövegeket írni, miután visszajöttem Svájcból. Kezdetben a 90-es években hiphop zenével foglalkoztam, és sose gondoltam, hogy énekelni fogok, és lesz egy igazi zenészi karrierem. Sokat utazgattam a világban, és azt gondoltam magamban: »Az élet egy álom, ébressz fel, mikor vége mindennek.« Meghívást kaptam a stúdióba Aviciitől és Mike Einzigertől az Incubusból, és mire megérkeztem a stúdióba, már el is készítették a dal akkordmenetét. Kitaláltam a dalszöveget, az akkordok alapján a dallamot is megalkottam, és mind azt gondoltuk, hogy nagyon erősre sikerült. Akusztikus változatban fejeztük be a dalt aznap este, aztán Avicii néhány nap alatt elkészítette a dance mixet is, és ezt mutattuk be a világ számára, ez az ő kiadványa volt.” Blacc később egy akusztikus változatot jelentetett meg a dalból, amely felkerült a Wake Me Up című szóló EP-jére is. Az Interscope Records kiadó különálló promóciós kislemezként is kiadta ezt a verziót, és digitálisan is letölthetővé vált az iTunes-on. Ez a változat számos országban fel tudott kerülni a hivatalos slágerlistákra.

## Kompozíció
A Wake Me Up egy folktronica dal, melyben egyszerre fedezhetőek fel az EDM, a soul és a country zenei stílusok. H-mollban íródott, és 124-es percenkénti leütésszámmal rendelkezik (BPM). Akkordmenete Bm/G/D/A – Bm/G/D/F#.

## Kereskedelmi fogadtatás
A kislemez világszerte több mint 20 országban került a slágerlisták első helyére, köztük Ausztráliában, Új-Zélandon, Írországban, az Egyesült Királyságban és számos további európai országban. 2018 februárjáig a Wake Me Up volt az Apple tulajdonában lévő Shazam zenefelismerős applikáció legtöbbet keresett dala.
Ausztráliában június 24-én a 42. helyen debütált, majd két héttel később már az első helyre került. Pozícióját az élen összesen hat héten keresztül tudta tartani, mellyel a legtovább első helyezett dal tudott lenni svéd előadótól a Roxette 1989-es The Look című slágere óta. Írországban zsinórban hét héten át tudott első helyen szerepelni. A Wake Me Up az észak-amerikai zenei piacokon is jól teljesített, Kanadában a második, míg a Egyesült Államokban a negyedik volt a legjobb helyezése. 21 hétig volt az amerikai Billboard Hot 100-as lista első tíz helyezettje közt, összesen pedig 54 hetet töltött a listán, amivel az első dance/elektronikus műfajú dal lett, amely több mint egy évig a listán tudott szerepelni. 2013. szeptember 7-én első lett a Billboard Dance/Mix Show Airplay elnevezésű listáján. Kanadában 2013-ban a második legtöbb eladást produkáló dal lett 519 000-es példányszámmal (minden verziót beleszámítva 523 000 példánnyal). Az első dance/elektronikus dal, melyből több mint 4 millió példányt értékesítettek az Egyesült Államokban.
2013 júliusában az első helyen nyitott a brit kislemezlistán, amivel Avicii második elsőségét szerezte meg az Egyesült Királyságban. Első napján 88 000, első hetén pedig összesen 267 000 darabot adtak el belőle digitálisan, amivel az ország leggyorsabban fogyó kislemeze lett 2013-ban. Miután három hétig első volt, további négy hetet töltött a második helyen, összesen pedig 11 hétig volt a legsikeresebb tíz dal között. 2013 októberére több mint egymillió példányt adtak el belőle az Egyesült Királyságban, amivel az ország történetének 140. dala lett, mely ezt elérte, 2013-ban pedig a harmadik. A Wake Me Up 2013-ban az ötödik legtöbbet streamelt dal volt az Egyesült Királyságban.

## A kislemez dalai és formátumai
- Digitális letöltés[28]

1. Wake Me Up – 4:09
2. Wake Me Up (Mr. Worldwide Remix) – 3:38

- Digitális letöltés — remixes[28]

1. Wake Me Up (Avicii Speed remix) – 7:04
2. Wake Me Up (reggae mix) – 4:31

- Digitális letöltés — remixes[29]

1. Wake Me Up (Avicii Speed remix) – 7:04
2. Wake Me Up (original extended mix) – 5:44
3. Wake Me Up (reggae remix) – 4:31

- Digitális letöltés — remixes (part 2)[30][31]

1. Wake Me Up (PANG! Slow Things Down remix) – 6:12
2. Wake Me Up (EDX Miami Sunset remix) – 6:32

- CD kislemez[32]

1. Wake Me Up (radio edit) – 4:09
2. Wake Me Up (instrumental) – 4:32

## Közreműködők
- Avicii – dalszerzés, producer
- Aloe Blacc – vokál, dalszerzés
- Arash Pournouri – társproducer
- Mike Einziger – gitár, dalszerzés
- Peter Dyer – billentyűs hangszerek

A közreműködők listája a CD kislemez és a BMI honlapja alapján került felsorolásra.

## Slágerlistás helyezések
| Lista (2013)                               | Legjobb helyezés |
| ------------------------------------------ | ---------------- |
| Ausztrália (ARIA)                          | 1                |
| Ausztria (Ö3 Austria Top 40)               | 1                |
| Belgium (Ultratop 50 Flanders)             | 1                |
| Belgium (Ultratop 50 Wallonia)             | 1                |
| Bulgária (IFPI)                            | 1                |
| Brazília (Billboard Brasil Hot 100)        | 1                |
| Brazília Hot Pop Songs                     | 1                |
| Kanada (Canadian Hot 100)                  | 2                |
| Kolumbia (National-Report)                 | 19               |
| Csehország (Rádio Top 100)                 | 1                |
| Csehország (Singles Digitál Top 100)       | 4                |
| Dánia (Tracklisten Top 40)                 | 1                |
| Európa (Euro Digital Songs)                | 1                |
| Finnország (Singlet Top 20)                | 1                |
| Franciaország (Single Top 100)             | 1                |
| Németország (Media Control Charts)         | 1                |
| Görögország Airplay (IFPI)                 | 1                |
| Görögország Digital Songs (Billboard)      | 1                |
| Magyarország (Dance Top 40)                | 1                |
| Magyarország (Rádiós Top 40)               | 1                |
| Magyarország (Single Top 40)               | 1                |
| Írország (IRMA)                            | 1                |
| Izrael (Media Forest)                      | 1                |
| Olaszország (FIMI)                         | 1                |
| Japán (Billboard Japan Hot 100)            | 6                |
| Libanon (The Official Lebanese Top 20)     | 1                |
| Luxemburg Digital Songs (Billboard)        | 1                |
| Mexikó Anglo Chart (Monitor Latino)        | 2                |
| Hollandia (Top 40)                         | 1                |
| Hollandia (Single Top 100)                 | 1                |
| Új-Zéland (Recorded Music NZ)              | 1                |
| Norvégia (VG-lista)                        | 1                |
| Lengyelország (Polish Airplay Top 20)      | 1                |
| Lengyelország (Dance Top 50)               | 1                |
| Portugália Digital Songs (Billboard)       | 1                |
| Románia (Airplay 100)                      | 1                |
| Skócia (Scottish Singles Top 40)           | 1                |
| Szlovákia (Rádio Top 100)                  | 1                |
| Szlovénia (SloTop50)                       | 1                |
| Spanyolország (PROMUSICAE)                 | 1                |
| Svédország (Sverigetopplistan)             | 1                |
| Svájc (Schweizer Hitparade)                | 1                |
| Egyesült Királyság (UK Singles Chart)      | 1                |
| Egyesült Királyság (UK Dance Chart)        | 1                |
| US Billboard Hot 100                       | 4                |
| US Hot Dance/Electronic Songs (Billboard)  | 1                |
| US Adult Contemporary (Billboard)          | 5                |
| US Adult Top 40 (Billboard)                | 1                |
| US Hot Dance Club Songs (Billboard)        | 1                |
| US Mainstream Top 40 (Billboard)           | 1                |
| US Rhythmic (Billboard)                    | 14               |
| US Rock Airplay (Billboard)                | 5                |
| Venezuela Pop Rock General (Record Report) | 1                |

| Lista (2018)                     | Legjobb helyezés |
| -------------------------------- | ---------------- |
| Portugália (AFP Top 100 Singles) | 22               |
| US Billboard Hot 100             | 34               |

| Lista (2021)           | Legjobb helyezés |
| ---------------------- | ---------------- |
| Global 200 (Billboard) | 179              |

| Lista (2013)                                 | Helyezés |
| -------------------------------------------- | -------- |
| Ausztrália (ARIA)                            | 4        |
| Ausztria (Ö3 Austria Top 40)                 | 1        |
| Belgium (Ultratop Flanders)                  | 1        |
| Belgium (Ultratop Wallonia)                  | 8        |
| Kanada (Canadian Hot 100)                    | 7        |
| Franciaország (SNEP)                         | 7        |
| Németország (Official German Charts)         | 1        |
| Magyarország (Dance Top 40)                  | 11       |
| Magyarország (Rádiós Top 40)                 | 9        |
| Izrael (Media Forest)                        | 2        |
| Hollandia (Dutch Top 40)                     | 2        |
| Hollandia (Single Top 100)                   | 1        |
| Új-Zéland (Recorded Music NZ)                | 8        |
| Oroszország Airplay (Tophit)                 | 14       |
| Szlovénia (SloTop50)                         | 1        |
| Spanyolország (PROMUSICAE)                   | 5        |
| Svédország (Sverigetopplistan)               | 1        |
| Svájc (Schweizer Hitparade)                  | 1        |
| Ukrajna Airplay (Tophit)                     | 27       |
| Egyesült Királyság (Official Charts Company) | 3        |
| US Billboard Hot 100                         | 19       |
| US Adult Top 40 (Billboard)                  | 35       |
| US Dance Club Songs (Billboard)              | 6        |
| US Hot Dance/Electronic Songs (Billboard)    | 3        |
| US Mainstream Top 40 (Billboard)             | 17       |
| Lista (2014)                                 | Helyezés |
| Belgium (Ultratop Flanders)                  | 30       |
| Belgium (Ultratop Wallonia)                  | 37       |
| Kanada (Canadian Hot 100)                    | 21       |
| Franciaország (SNEP)                         | 68       |
| Németország (Official German Charts)         | 92       |
| Magyarország (Dance Top 40)                  | 25       |
| Magyarország (Single Top 40)                 | 31       |
| Japán (Japan Hot 100)                        | 80       |
| Hollandia (Single Top 100)                   | 44       |
| Oroszország Airplay (Tophit)                 | 24       |
| Szlovénia (SloTop50)                         | 17       |
| Svédország (Sverigetopplistan)               | 8        |
| Svájc (Schweizer Hitparade)                  | 34       |
| Ukrajna Airplay (Tophit)                     | 81       |
| Egyesült Királyság (Official Charts Company) | 70       |
| US Billboard Hot 100                         | 22       |
| US Adult Contemporary (Billboard)            | 8        |
| US Adult Top 40 (Billboard)                  | 23       |
| US Hot Dance/Electronic Songs (Billboard)    | 2        |
| US Mainstream Top 40 (Billboard)             | 41       |
| Lista (2015)                                 | Helyezés |
| Franciaország (SNEP)                         | 178      |
| Lista (2018)                                 | Helyezés |
| Magyarország (Single Top 40)                 | 69       |
| Portugália Full Track Download (AFP)         | 187      |
| Svédország (Sverigetopplistan)               | 15       |
| US Hot Dance/Electronic Songs (Billboard)    | 49       |
| Lista (2019)                                 | Helyezés |
| Svédország (Sverigetopplistan)               | 59       |

| Lista (2010–2019)                            | Helyezés |
| -------------------------------------------- | -------- |
| Ausztrália (ARIA)                            | 11       |
| Németország (Official German Charts)         | 4        |
| Hollandia (Dutch Top 40)                     | 3        |
| Egyesült Királyság (Official Charts Company) | 13       |
| US Billboard Hot 100                         | 57       |
| US Hot Dance/Electronic Songs (Billboard)    | 4        |

### Minden idők összesített listái
| Lista                                        | Helyezés |
| -------------------------------------------- | -------- |
| US Billboard Pop Songs (1992–2017)           | 12       |
| Egyesült Királyság (Official Charts Company) | 43       |
| US Billboard Hot 100 (1958–2018)             | 328      |

## Minősítések
| Régió | Minősítés   | Eladott példányszám |
| --- | ----------- | ------------------- |
| Ausztrália (ARIA) | 15× platina | 1 050 000‡          |
| Ausztria (IFPI Austria) | 2× platina  | 60 000*             |
| Belgium (BEA) | 4× platina  | 120 000*            |
| Dánia (IFPI Denmark) | 2× platina  | 60 000^             |
| Egyesült Államok (RIAA) | 6× platina  | 6,000,000           |
| Egyesült Királyság (BPI) | 5× platina  | 3 000 000‡          |
| Finnország (Musiikkituottajat) | arany       | 8,647               |
| Japán (RIAJ) | platina     | 250 000*            |
| Kanada (Music Canada) | platina     | 523,000             |
| Mexikó (AMPROFON) | 2× platina  | 120 000*            |
| Hollandia (NVPI) | 8× platina  | 160 000^            |
| Németország (BVMI) | 4× platina  | 1 200 000‡          |
| Norvégia (IFPI Norway) | 7× platina  | 70 000*             |
| Olaszország (FIMI) | 4× platina  | 120 000*            |
| Portugália (AFP) | 2× platina  | 40 000‡             |
| Spanyolország (PROMUSICAE) | 3× platina  | 120 000^            |
| Svájc(IFPI Switzerland) | 3× platina  | 90 000^             |
| Svédország (GLF) | 13× platina | 520 000‡            |
| Új-Zéland (RMNZ) | 2× platina  | 30 000*             |
| Streaming |             |                     |
| Dánia (IFPI Denmark) | 6× platina  | 10 800 000†         |
| Japán (RIAJ) | arany       | 50 000 000†         |
| Spanyolország (PROMUSICAE) | 2× platina  | 16 000 000†         |
| Összesítés |             |                     |
| Világszerte (IFPI) |             | 11,100,000          |
| * Eladási példányszámok kizárólag a minősítés alapján. ^ Kiszállítási példányszámok kizárólag a minősítés alapján. ‡ Eladási+streaming példányszámok kizárólag a minősítés alapján. † Csak streaming számok kizárólag a minősítés alapján. |             |                     |

## Megjelenések
| Ország             | Dátum            | Formátum                                           | Kiadó                 |
| ------------------ | ---------------- | -------------------------------------------------- | --------------------- |
| Németország        | 2013. június 17. | Digitális letöltés                                 | Universal             |
| Olaszország        | 2013. június 17. | Digitális letöltés                                 | Universal             |
| Spanyolország      | 2013. június 17. | Digitális letöltés                                 | Universal             |
| Egyesült Királyság | 2013. június 17. | Digitális letöltés                                 | Mercury               |
| Egyesült Államok   | 2013. július 2.  | Digitális letöltés                                 | Island Island Def Jam |
| Egyesült Államok   | 2013. július 29. | Felnőtt kortárs rádiós megjelenés                  | Island Island Def Jam |
| Egyesült Államok   | 2013. július 29. | Felnőtt album alternatív rádiós megjelenés         | Island Island Def Jam |
| Egyesült Államok   | 2013. július 30. | „Triple A” rádiós megjelenés                       | Island Island Def Jam |
| Egyesült Államok   | 2013. július 30. | Poprádiós megjelenés, „Rhythmic” rádiós megjelenés | Island Island Def Jam |

## Fordítás
- Ez a szócikk részben vagy egészben  a   Wake Me Up (Avicii song) című angol Wikipédia-szócikk fordításán alapul.  Az eredeti cikk szerkesztőit annak laptörténete sorolja fel. Ez a jelzés csupán a megfogalmazás eredetét és a szerzői jogokat jelzi, nem szolgál a cikkben szereplő információk forrásmegjelöléseként.